# Triumph 2000 e 2500
Le  Triumph 2000 e 2500 sono autovetture di fascia alta prodotte dalla casa automobilistica britannica Triumph Motor Company, azienda del gruppo Leyland dal 1963 al 1977.
Curiosamente non si possono inserire in una sequenza temporale di modelli classica, anche per le vicende societarie della casa produttrice; la berlina di rappresentanza che la precede era infatti la Standard Vanguard prodotta dall'azienda che aveva incorporato la divisione auto del gruppo Triumph e la sua erede venne marchiata Rover, altra società facente parte del nuovo gruppo creatosi, la British Leyland.

## La Mk I (1963-1969)
La 2000 venne presentata alla fine del 1963. Disegnata da Giovanni Michelotti, la nuova berlina di fascia alta della Triumph era caratterizzata da una linea classica ed elegante e da una meccanica (trazione posteriore, sospensioni a ruote indipendenti sia davanti che dietro, freni anteriori disco e posteriori a tamburo con servofreno, sterzo a cremagliera e cambio manuale a 5 marce con overdrive sulla 4ª) non priva di spunti interessanti.
Il motore era il noto 6 cilindri in linea con albero a camme laterale di 1998cm³, alimentato a carburatore, da 90cv.
Gli interni ottimamente rifiniti (con plancia rivestita in legno e sedili in velluto) e la linea gradevole (i maggiori spunti di originalità arrivavano dal frontale coi doppi fari incassati e la mascherina bassa) assicurarono alla 2000 un buon successo (in Italia, tuttavia, a causa del cambio sfavorevole con la sterlina e dei dazi d'importazione, le 2000 erano vendute ad un prezzo poco competitivo che ne limitò la diffusione).
Le prestazioni erano discrete, mentre il comportamento stradale era molto buono.
Nel 1965 venne presentata la 2000 Estate, vale a dire la versione station wagon. Nonostante la linea riuscita e la notevole capacità di carico la Estate non venne mai importata in Italia.
Nel 1968 la 2000 venne affiancata dalla 2500 PI, mossa da una versione di cilindrata maggiorata a 2498 cm³ e alimentata a iniezione Lucas del 6 cilindri in linea (PI stava per Petrol Injection). La potenza cresceva a 132 cv.
La 2500 Pi era disponibile sia in versione berlina che Estate (ma in Italia arrivò solo la berlina).

## La Mk II (1969-1974)

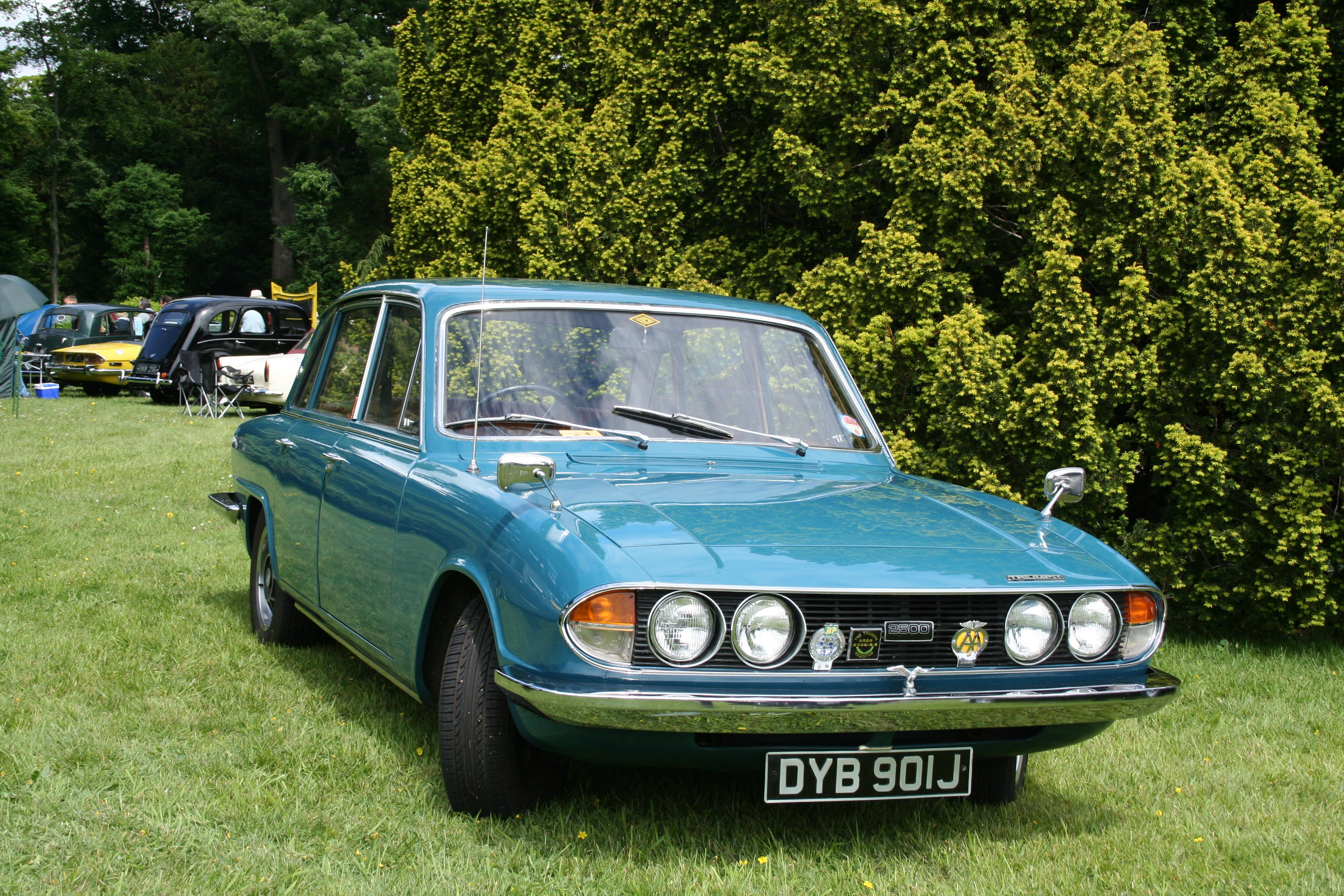
"2500" Mk II

Alla fine del 1969 l'ammiraglia Triumph venne adeguata agli anni settanta con un restyling che coinvolse il frontale (completamente ridisegnato e reso molto più lineare dall'adozione di 4 fari circolari integrati nella mascherina anteriore di nuovo disegno, con a lato luci di posizione e frecce), gli interni (con una nuova, più semplice ed elegante plancia) e, solo per la berlina, la coda (nuovi gruppi ottici a sviluppo orizzontale e diverso cofano del vano bagagli).
Dal facelift, ideato dallo stesso Michelotti, il modello ne uscì più elegante dentro (con la nuova plancia che esaltava il bel rivestimento in legno) e più moderna fuori, ma assai meno originale.
Tecnicamente non vi furono novità sostanziali, ma la gamma si arricchì della versione 2500 S alimentata a carburatore da 114 cv che si inseriva fra la 2000 (1998 cm³, 90 cv) e la 2500 PI (2498 cm³, 132 cv). Tutte erano disponibili sia in versione berlina che Estate (in Italia solo berlina).
La ragione dell'introduzione della 2500 S fu vista da molti come una conseguenza dei molti problemi di affidabilità messi in luce dall'impianto d'iniezione Lucas.

## La MK III (1974-1977)
La crisi petrolifera, seguita alla guerra del Kippur (novembre 1973), aveva sconvolto il mercato automobilistico mondiale, arrestando la corsa alle prestazioni e innescando una gara alla riduzione dei consumi.
Ferma restando la 2500 PI da 132 cv, fiore all'occhiello della produzione, i motori delle 2000 e 2500 S vennero aggiornati (alimentazione, rapporto di compressione e altri particolari) per ridurre consumi ed inquinamento. Nacquero così le 2000 TC (86 cv) e 2500 TC (106 cv).
Con l'occasione tutte le versioni (berlina ed Estate, TC e PI) adottarono una nuova mascherina verniciata di nero opaco (anziché cromata) e vennero aggiornate in alcuni particolari interni ed esterni.
La produzione terminò nel 1977, sostituita nel settore delle ammiraglie dalla Rover SD1.

## La produzione
Le Triumph 2000/2500 berlina vennero prodotte, complessivamente, in 294.976 esemplari (di cui 205.210 con cilindrata 2 litri), mentre le Estate furono 21.986.
In totale furono costruiti, quindi, 316.962, una cifra elevata se si considera la categoria, il prezzo la cilindrata e la concorrenza di modelli come la Rover P6.